# Podgračeno
Podgračeno este o localitate din comuna Brežice, Slovenia, cu o populație de 28 de locuitori.